# Åkerlöpare
Åkerlöpare (Dolichus halensis) är en skalbaggsart som först beskrevs av Johann Gottlieb Schaller 1783.  Åkerlöpare ingår i släktet Dolichus, och familjen jordlöpare. Arten förekommer i Götaland samt tillfälligtvis även på Öland. Artens livsmiljö är jordbrukslandskap, stadsmiljö.

## Bildgalleri

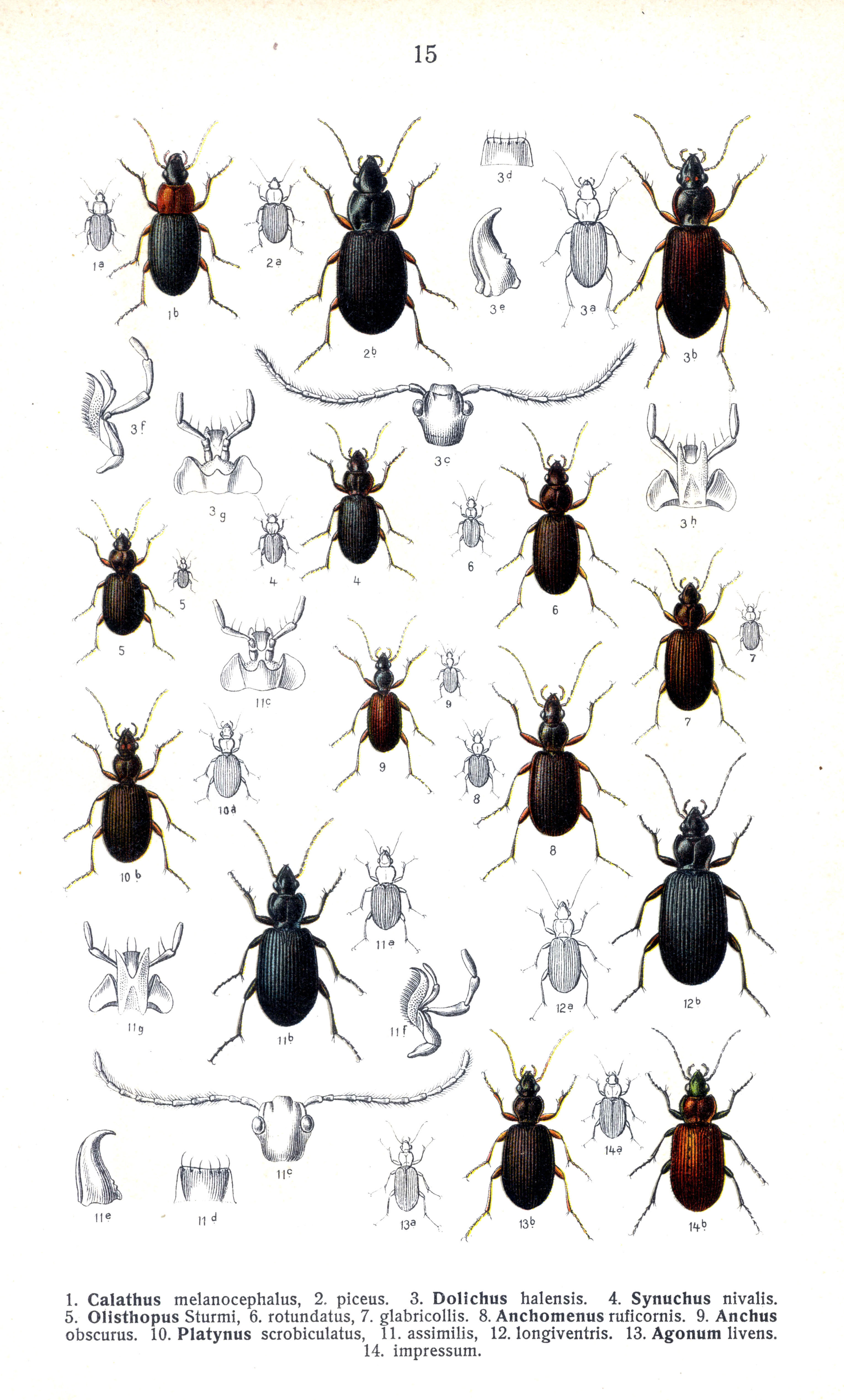